# سوپرنچرال (فصل ۴)
سوپرنچرال فصل ۴ یک سریال تلویزیونی امریکایی است که ۱۸ سپتامبر ۲۰۰۸ به آنتن رفت.

## بازیگران

### بازیگران اصلی
- جرد پادالکی در نقش سم وینچستر (۲۲ قسمت)
- جنسن اکلس در نقش دین وینچستر (۲۲ قسمت)

## قسمت‌ها
آن‌چه در زیر می‌خوانید، نگاهی گذرا به مهم‌ترین حوادث رخ داده شده در قسمت‌های سریال است. بدیهی است بسیاری از جزئیات و اتفاقات ریز و جذابیت‌های هنری و صحنه‌های هیجان انگیز فیلم در مقاله زیر آورده نشده‌اند.
| شماره قسمت در سریال | شماره قسمت در فصل | عنوان (نام)                       | کارگردان       | نویسنده                                                  | تاریخ پخش اصلی  | کد تولید | میانگین بیننده در آمریکا (میلیون) |
| --- | ----------------- | --------------------------------- | -------------- | -------------------------------------------------------- | --------------- | -------- | --------------------------------- |
| ۶۱ | ۱                 | «قیام لازاروس»                    | کیم منرز       | اریک کریپک                                               | ۱۸ سپتامبر ۲۰۰۸ | 3T7501   | ۳٫۹۶                              |
| ۴ ماه بعد از رفتن به جهنم، دین از خواب بیدار می‌شود و از قبر بیرون می‌آید. سعی می‌کند با بابی تماس بگیرد اما ناگهان موجودی ناشناخته به او حمله می‌کند. بابی و سم از زنده بودن دین تعجب می‌کنند. برادرها با بابی یک ذهن خوان به نام پاملا بارنز، پیدا می‌کنند که بفهمند چه کسی او را از جهنم خارج کرد. پاملا نام موجود را می‌فهمد: کستیل. ولی چون اخطارها را جدی نمی‌گیرد، دیدن کستیل چشمانش را می‌سوزاند و کور می‌شود. معلوم می‌شود توانایی‌های ذهنی سم بسیار پیشرفت کرده و حالا می‌تواند شیاطین را جن‌گیری کند. هم چنین مدام با روبی (در پوسته جدید) ملاقات می‌کند. در نهایت دین با بابی موجود را احضار می‌کند تا بفهمد چه می‌خواهد. کستیل ظاهر می‌شود: فرشته خداوند. او می‌گوید دین را از جهنم بیرون کشیده و خدا برایش کاری در نظر دارد. |                   |                                   |                |                                                          |                 |          |                                   |
| ۶۲ | ۲                 | «خدایا! اونجایی؟ منم دین وینچستر» | فیل ریکیا      | داستان: سرا گمبل و لائو بولو نمایش داستانی: سرا گمبل     | ۲۵ سپتامبر ۲۰۰۸ | 3T7502   | ۳٫۱۸                              |
| وقتی شکارچی‌ها یک به یک به طرز وحشتناکی کشته می‌شوند، بابی از برداران وینچستر کمک می‌گیرد. سم توسط مأمور اف‌بی‌آی، هنریکسون که در انفجاری که لیلیث ایجاد کرده بود مرد، روح زده می‌شود. چون سم را باعث مرگش می‌داند. به همراه بابی، می‌فهمند که ارواح کسانی که نتوانسته‌اند نجات دهند، به سراغشان می‌آیند. این اتفاق "قیام شاهدان" نام دارد که نشانه آمدن آخرالزمان است. مگ مسترز و دو دختر دوقلو ظاهر می‌شوند و دین، بابی و سم را روح زده می‌کنند. هر سه طلسمی می‌یابند تا شاهدان را به آرامش برسانند. در حالیکه سم و دین جلوی ارواح را می‌گیرند، بابی به اجرای طلسم می‌پردازد ولی مگ قصد کشتن بابی را می‌کند. پس دین طلسم را ادامه می‌دهد و شاهدان به آرامش می‌رسند. در پایان کستیل پیش دین می‌رود و می‌گوید قیام شاهدان یکی از چند قفلی است که لیلیث دارد برای شروع آخرالزمان می‌شکند. تا لوسیفر بتواند به زمین بیاید. |                   |                                   |                |                                                          |                 |          |                                   |
| ۶۳ | ۳                 | «در ابتدا»                        | استیو بویام    | جرمی کارور                                               | ۲ اکتبر ۲۰۰۸    | 3T7504   | ۳٫۵۱                              |
| سم دوباره یواشکی از آپارتمان خارج می‌شود تا روبی را ببیند. کستیل بر دین ظاهر شده و او را به سال ۱۹۳۷ می‌برد. دین در آنجا جان وینچستر و مری کمپبل جوان را می‌بیند. هم چنین با پدربزرگ مادریش آشنا می‌شود که یک شکارچی است. دین کشف می‌کند مری هم یک شکارچی بوده و با ازازل معامله‌ای کرده و در نتیجه آن، ازازل در شب مرگ مری ظاهر شده است. |                   |                                   |                |                                                          |                 |          |                                   |
| ۶۴ | ۴                 | «دگردیسی»                         | کیم منرز       | کاترین هامفریس                                           | ۹ اکتبر ۲۰۰۸    | 3T7505   | ۳٫۱۵                              |
| وقتی دین می‌بیند سم از قدرت‌هایش استفاده می‌کند، عصبانی می‌شود. در نتیجه فاصله و تنش بین دو برادر ایجاد می‌شود. سم توضیح می‌دهد که می‌تواند مردم را نجات دهد و در عین حال جن‌گیری کند. ولی کستیل به دین دستور داده جلوی سم را بگیرد وگرنه خودش اینکار را می‌کند و سم را می‌کشد. در این حین، درگیر پرونده‌ای می‌شوند. مردی در حال دگردیسی و تبدیل شدن به روگو است (هیولایی که از گوشت انسان تغذیه می‌کند) در طی تحقیق سم به دین پرخاش می‌کند که از اینکه دین به عنوان موجودی عجیب به او می‌نگرد خسته شده است پس از هم جدا می‌شوند. اگر چه مرد سعی می‌کند مانع تبدیل خودش به هیولا شود ولی در نهایت وقتی یک شکارچی می‌خواهد او و زن حامله اش را بکشد، دگردیسی می‌کند. او شکارچی را می‌کشد ولی به همسرش آسیب نمی‌زند. وقتی هیولا به دین حمله می‌کند، سم او را می‌کشد. با دیدن تغییر این مرد، سم تصمیم می‌گیرد دیگر از قدرتش استفاده نکند. |                   |                                   |                |                                                          |                 |          |                                   |
| ۶۵ | ۵                 | «فیلم هیولایی»                    | رابرت سینگر    | بن ادلاند                                                | ۱۶ اکتبر ۲۰۰۸   | 3T7503   | ۳٫۰۶                              |
| برادران وینچستر به کلورادو می‌روند که یک سری از قتل‌های مشکوک رخ می‌دهد. این قتل‌ها شبیه صحنه‌های اغراق‌آمیز فیلم‌های سیاه و سفید است. آن‌ها می‌فهمند اینها کار یک شیپ شیفتر( تغییر شکل دهنده )است که با فیلم‌های هیولایی عقده‌ای شده. او عاشق یک زن می‌شود. اما وقتی در حال مبارزه با سم و دین است، آن زن با تفنگ سم،هیولا را می‌کشد. |                   |                                   |                |                                                          |                 |          |                                   |
| ۶۶ | ۶                 | «تب زرد»                          | فیل ریکیا      | اندرو دب و دنیل لوف‌لین                                   | ۲۳ اکتبر ۲۰۰۸   | 3T7506   | ۳٫۲۵                              |
| در کلورادو یک مرد در اثر حمله قلبی می‌میرد ولی هیچ یک از علائم عادی را نداشته. او از بیماری روح مرده که دین هم آن را می‌گیرد. این بیماری باعث تشویش عمومی در فرد می‌شود تا اینکه منجر به ترس زیاد و مرگ می‌شود. سم به بابی زنگ می‌زند و می‌فهمد که روحی که دنبالش هستند بوروبورو نام دارد. سم و بابی باید قبل از اینکه قلب دین بایستد راه نجاتی بیابند. دین دچار توهم لیلیث می‌شود و فاش می‌کند که خاطرات جهنم را به یاد دارد. در این حین، سم و بابی تصمیم می‌گیرند روح را تا حد مرگ بترسانند چون نمک زدن و سوزاندن فایده‌ای ندارد. آن‌ها یک زنجیر آهنی دارای طلسم به گردن روح می‌بندند و بابی او را روی زمین می‌کشد. با اینکار مرگش برایش یادآوری شده و تا حد مرگ می‌ترسد. روح سر وقت نابود می‌شود و دین نجات می‌یابد. |                   |                                   |                |                                                          |                 |          |                                   |
| ۶۷ | ۷                 | «سم وینچستر کدو تنبل بزرگیه»      | چارلز بیسون    | جولی سیجه                                                | ۳۰ اکتبر ۲۰۰۸   | 3T7507   | ۳٫۵۵                              |
| چند روز قبل از هالووین است و سم و دین دو مرگ مرموز در شهری کوچک را دنبال می‌کنند. برادرها یک کیسه طلسم می‌یابند و نتیجه می‌گیرند که یک جادوگر در حال قربانی کردن مردم است تا یک شیطان خطرناک به نام سامهین را احضار کند. کستیل می‌رسد و به سم و دین می‌گوید که آزادی سامهین یکی از قفل‌هایی است که شکسته شدنش به آزادی لوسیفر می‌انجامد. کستیل یک فرشته متخصص به نام یوریل را می‌آورد تا همه شهر را نابود کند. ولی توسط دین قانع می‌شود و به وینچسترها فرصتی برای توقف جادوگر می‌دهد. با این وجود سامهین آزاد می‌شود. در این بین چاقوی روبی گم می‌شود و سم مجبور به استفاده از نیروهایش می‌شود تا سامهین را جن‌گیری کند. با این وجود قفل شکسته شده. یوریل به سم اخطار می‌دهد که دفعه بعد اگر از قدرت‌هایش استفاده کند او را با خاک یکسان می‌کند. کستیل فاش می‌کند که در حقیقت همیشه دستور داشته از دین اطاعت کند تا فرماندهی او در شرایط جنگی را آزمایش کند. کستیل هشدار می‌دهد روزهای سخت در راه است و او به دین حسادت نمی‌کند ولی درباره دستورهای او شک داشته.                                                                             |                   |                                   |                |                                                          |                 |          |                                   |
| ۶۸ | ۸                 | «افکار مشتاق»                     | رابرت سینگر    | داستان: بن ادلاند و لو بولو نمایش تلویزیونی: بن ادلاند   | ۶ نوامبر ۲۰۰۸   | 3T7508   | ۳٫۲۴                              |
| در شهری کوچک آرزوهای مردم به واقعیت تبدیل می‌شوند. یک خرس عروسکی زنده می‌شود، یک پسربچه که همیشه زور می شنیده بسیار قوی و قلدر می‌شود، شخصی برنده بخت آزمایی می‌شود و یکی از افراد معمولی شهر صاحب دوست دختر عالی می‌شود. برادرها می‌فهمند اگر چه مردم الان شادند، ولی نتیجه کار بد است. می‌فهمند منشاء این اتفاق یک سکه جادویی است که باعث شده یک حوض به چاه آرزوها تبدیل شود. قدرت این سکه از الهه تیامات تأمین می‌شود. تنها راه توقفش، برداشتن سکه از حوض است. معلوم می‌شود این کار یک فرد عاشق است و او هم به برداشتن سکه بی میل است. ولی بعد از اینکه یکی از آرزوها باعث مرگ سم می‌شود، او سکه را برمی دارد و همه آرزوها به حالت قبل برمی‌گردند. سم هم سکه را ذوب می‌کند. |                   |                                   |                |                                                          |                 |          |                                   |
| ۶۹ | ۹                 | «می‌دانم تابستان پیش چه کردی»      | چارلز بیسون    | سرا گمبل                                                 | ۱۳ نوامبر ۲۰۰۸  | 3T7509   | ۲٫۹۴                              |
| روبی به سم و دین می‌گوید که شیطانی نیرومند به نام آلیستر دنبال دختری به نام آنا است. آنا می‌تواند گفتگوی فرشتگان را بشنود. هر سه به دنبال دختر می‌روند ولی آلیستر به آن‌ها حمله کرده و روبی با دختر فرار می‌کند. دین فکر می‌کند اینها برنامه قبلی بوده. پس به سم بخاطر اعتمادش به روبی پرخاش می‌کند. پس سم می‌گوید در غیاب دین، روبی جانش را نجات داده و اینکه با هم رابطه داشته‌اند. کستیل و یوریل برمیگردند و می‌خواهند آنا را ببرند. البته نه برای حفاظت بلکه برای کشتن. |                   |                                   |                |                                                          |                 |          |                                   |
| ۷۰ | ۱۰                | «بهشت و جهنم»                     | جی. میلر توبین | داستان: ترور سندز نمایش تلویزیونی: اریک کریپک            | ۲۰ نوامبر ۲۰۰۸  | 3T7510   | ۳٫۳۴                              |
| آنا با طلسمی خونی کستیل و یوریل را دور می‌کند. سم و دین به پاملا بارنز زنگ می‌زنند تا او آنا را هیپنوتیزم کند. با اینکار معلوم می‌شود او در واقع یک فرشته سقوط کرده‌است. او بخاطر بی احساس بودن و زندگی یکنواختش در بهشت ناراضی بوده پس انسان شده. موهبتش قطع شده و به‌طور طبیعی در بدن انسان متولد شده. سم موهبتش را ردیابی می‌کند تا قدرت‌ها و فرشته بودنش برگردد. ولی موهبت گمشده. دین و آنا رابطه رمانتیکی برقرار می‌کنند. روبی بخاطر الستر به برادرها خیانت می‌کند چون الستر، او و دین را برای خیانت به یوریل شکنجه می‌کند. (موهبت آنا پیش یوریل است) شیاطین و فرشته‌ها می‌رسند و با هم می‌جنگند. در این آشوب، آنا موهبتش را پس می‌گیرد. در نور شدید، آنا دوباره فرشته می‌شود و الستر ظاهراً نابود می‌شود. سم فکر می‌کند آنا الان شادتر است ولی دین می‌داند این درست نیست. دین فاش می‌کند جهنم را بیاد می‌آورد و برای او به جای ۴ ماه، ۴۰ سال زمان در جهنم گذشت. هر روز الستر (شکنجه گر جهنم) او را شکنجه می داده و پیشنهاد می‌کرده اگه ارواح دیگر را شکنجه دهد آزادش می‌کند. بعد از ۳۰ سال، دین تسلیم می‌شود و الان بخاطر کارش ناراحت است. |                   |                                   |                |                                                          |                 |          |                                   |
| ۷۱ | ۱۱                | «بقایای خانواده»                  | فیل ریکیا      | جرمی کارور                                               | ۱۵ ژانویه ۲۰۰۹  | 3T7511   | ۲٫۹۸                              |
| در یک خانه بنظر روح زده، روح یک زن جوان ظاهر می‌شود که دنبال کشتن است. اما در این خانه یک خانواده ۵ نفره ساکن می‌شوند و کار تحقیق برای سم و دین سخت می‌شود. معلوم می‌شود این "روح" نیست و در واقع یک برادر و خواهر معمولی هستند. این بچه‌های وحشی حاصل زنای با محارم و سال‌ها تجاوز هستند. آن‌ها دنبال کشتار هستند تا خانه را برای خودشان حفظ کنند. وقتی پسربچه خانواده دزدیده می‌شود، سم و دین دست بکار می‌شوند. برادرها با این بچه‌ها می‌جنگند و دین برای دفاع از خودش مجبور به شلیک به برادر وحشی می‌شود. در این حین، پدر خانواده برای حفاظت از دختر و همسرش به خواهر وحشی چاقو می‌زند. بعد از اتمام ماجرا، دین به این فکر می‌کند که این دو بچه بخاطر شکنجه و تجاوز به چه روزی افتاده بودند. پس به یاد کارهایش در جهنم می‌افتد و اینکه از شکنجه روح‌ها لذت می برده. |                   |                                   |                |                                                          |                 |          |                                   |
| ۷۲ | ۱۲                | «کریس انجل یک آدم ضایع است»       | رابرت سینگر    | جولیه سیج                                                | ۲۲ ژانویه ۲۰۰۹  | 3T7512   | ۳٫۰۶                              |
| سم و دین به همایش جادوگری می‌روند که بنظر می‌آید جادوی واقعی در حال رخ دادن است. آن‌ها با چارلی، جی و ورنون آشنا می‌شوند. سه دوست که در گذشته جادوگران معروفی بودند ولی الان جادوگران جوان‌تر جایشان را گرفته‌اند. در هر حال، یک جادوگر یک نمایش اعدام را بی هیچ آسیبی اجرا می‌کند درحالیکه یک جادوگر دیگر دقیقاً در همان زمان می‌میرد. یکی از این سه دوست معامله‌ای کرده تا جادوی واقعی را بدست آورد ولی بهایش بسیار سنگین بوده. سم و دین باید راهی بیابند تا قبل از آسیب کس دیگری، طلسم را خنثی کنند. هم چنین روبی با سم ملاقات می‌کند و پیشنهادی به او می‌دهد. در آخر، معلوم می‌شود چارلی مسئول این‌ها بوده و جی برای نجات دین و سم او را می‌کشد. سم هم چون نمی‌خواهد تمام عمرش شکارچی باشد، پیشنهاد روبی را می‌پذیرد. |                   |                                   |                |                                                          |                 |          |                                   |
| ۷۳ | ۱۳                | «بعد از ویژه مدرسه»               | آدام کین       | اندرو دب و دنیل لوف‌لین                                   | ۲۹ ژانویه ۲۰۰۹  | 3T7513   | ۳٫۵۶                              |
| سم و دین می‌فهمند یک روح یکی از دوستان دبیرستانشان را تسخیر کرده. در حال تحقیق، خاطرات دبیرستانشان به صورت فلش بک زنده می‌شود. مثلاً سم از دست قلدرها به ستوه آمده بود در حالیکه دین بسیار محبوب بود. آن‌ها فکر می‌کنند این روح یکی از دوستان سم است که خودکشی کرده بوده. ولی وقتی بعد از سوزاندن استخوان‌ها، روح به سم حمله می‌کند می‌فهمند شخص دیگری است. معلوم می‌شود این روح اتوبوس مدرسه را تسخیر کرده و از این راه افراد را هم تسخیر می‌کند. هم چنین راننده اتوبوس پدر این روح به نام درک است و او برای سم قلدری می‌کرده. یک بار سم او را کتک زده. معلوم می‌شود او در ۱۸ سالگی مرده و زندگی سختی داشته. اما او سوزانده شده ولی یک دسته از موهایش در اتوبوس نگهداری می‌شود. سم و دین مو را می‌سوزانند و روح درک نابود می‌شود. |                   |                                   |                |                                                          |                 |          |                                   |
| ۷۴ | ۱۴                | «سکس و خشونت»                     | چارلز بیسون    | کاترین هامفریس                                           | ۵ فوریه ۲۰۰۹    | 3T7514   | ۳٫۳۷                              |
| سم و دین به شهری می‌روند که سه مرد همسرانشان را تا حد مرگ زده‌اند. می‌فهمند پشت این قضیه سایرن است. موجودی که می‌تواند به شکل‌های مختلف درآید و به عشق نیاز دارد. او افراد را مجبور می‌کند به عنوان هواخواهی، دیگران یا خودشان را بکشند. در نهایت سایرن، سم و دین را طلسم می‌کند و دو برادر را ضد هم به جنگ می‌کشاند. دین تقریباً در حال کشتن سم است که بابی می‌رسد و با خنجری که در خون دین برده شده، سایرن را می‌کشد. |                   |                                   |                |                                                          |                 |          |                                   |
| ۷۵ | ۱۵                | «مرگ به تعطیلات می‌رود»            | استیو بویام    | جرمی کارور                                               | ۱۲ مارس ۲۰۰۹    | 3T7515   | ۲٫۸۴                              |
| در شهری مردم به مرگ کلک می‌زنند. چون کسی نیست که افراد را به زندگی بعد مرگ ببرد، آن‌ها از شلیک گلوله، ضربه چاقو و ... جان سالم بدر می‌برند. معلوم می‌شود الستر ریپرها (مسئول انتقال افراد به زندگی بعد مرگ) را دزدیده و می‌خواهد با کشتن ریپرها یک قفل دیگر را بشکند. برادرها از پاملا کمک می‌گیرند تا برنامه الستر را متوقف کنند. پاملا آن‌ها را به دنیای اوراح می‌فرستد و یک روح پسر بچه به نام کول، به سم و دین روش استفاده از قدرت‌های ارواح را یاد می‌دهد. سپس با الستر روبرو می‌شوند. او، آن‌ها را در تله می‌اندازد و پیش پاملا می‌رود. قبل از آن یک ریپر را می‌کشد. اما سم و دین با قدرت روحیشان، یک شمعدان را می‌اندازند و ریپر دیگر آزاد می‌شود و همگی فرار می‌کنند. یک شیطان پاملا را به شدت مجروح می‌کند ولی سم را برمیگرداند و او شیطان را جن‌گیری می‌کند. دین به ریپر کمک می‌کند تا روح کول را ببرد. وقتی الستر برای انتقام می‌خواهد دین را بکشد، کستیل او را دستگیر می‌کند. در آخر پاملا هم می‌میرد. |                   |                                   |                |                                                          |                 |          |                                   |
| ۷۶ | ۱۶                | «روی سر میخ»                      | مایکل روحل     | بن ادلاند                                                | ۱۹ مارس ۲۰۰۹    | 3T7516   | ۳٫۳۷                              |
| شخصی شمشیر لوسیفر را می‌یابد و با آن شروع به کشتن فرشتگان می‌کند. کستیل و یوریل که الستر را گرفته‌اند، از دین می‌خواهند با مهارت‌هایش در جهنم، او را شکنجه دهد تا اطلاعات بدست آورند. دین می‌پذیرد اما تحت شکنجه هم الستر حرف نمی‌زند. اما یک سری اطلاعات تکان دهنده را درباره دین آشکار می‌کند. می‌گوید دین با شکنجه ارواح در جهنم اولین قفل را شکسته. یک نیروی ناپیدا تله شیطان را می‌شکند و الستر آزاد می‌شود و قصد کشتن دین را می‌کند. سم با کمک روبی مکان دین را می‌یابد (سم از خون روبی می‌نوشد) و با قدرت‌هایش الستر را شکنجه می‌کند. الستر فاش می‌کند هیچ شیطانی پشت قضیه کشتار فرشتگان نیست. سم هم او را می‌کشد. کستیل که حالا درباره برنامه‌های بهشت شک دارد، می‌فهمد این قتل‌ها کار یوریل است. یوریل فرشتگانی که در آزاد کردن لوسیفر به او کمک نمی‌کنند را می‌کشد و او بوده که الستر را آزاد کرده تا دین را بکشد. وقتی کستیل هم به او نمی‌پیوندد تلاش می‌کند او را بکشد. ولی آنا برمیگردد و او را می‌کشد و کستیل نجات می‌یابد. |                   |                                   |                |                                                          |                 |          |                                   |
| ۷۷ | ۱۷                | «این زندگی مزخرفیه»               | جیمز لی. کانوی | سرا گمبل                                                 | ۲۶ مارس ۲۰۰۹    | 3T7517   | ۳٫۱۳                              |
| سم و دین یک زندگی کاملاً نرمال و جدا از هم دارند. دین یک سرمایه دار است که از نوشیدنی‌های سالم و اخبار رادیویی لذت می‌برد. او در یک کمپانی کار می‌کند که سم در آنجا مسئول پشتیبانی است. به نظر می‌آید این دو اصلاً همدیگر را نمی‌شناسند و خاطره‌ای از زندگی قبلیشان ندارند. در این زندگی جدید، فامیلی دین، اسمیث و فامیلی سم، وسون است. در هر حال بعد از اینکه تعدادی از کارکنان خودکشی می‌کنند، دین و سم دوباره در کنار هم قرار می‌گیرند تا قتل‌ها را حل کنند. از یک وبسایت روش مقابله با ارواح را یاد می‌گیرند. می‌فهمند این روح با یک جفت از دستکش‌هایش در آن کمپانی مانده. پس دستکش را می‌سوزانند و روح نابود می‌شود. سم تصمیم می‌گیرد شکارچی روح شود ولی دین نمی‌خواهد. بعداً هردو از شغلشان استعفا می‌دهند و معلوم می‌شود رئیسشان یک فرشته به نام زکریا است. زکریا خاطرات دین را برمیگرداند و می‌گوید او آن‌ها را به این نوع زندگی فرستاد تا نشان دهد آن‌ها همیشه باید شکارچی باشند. |                   |                                   |                |                                                          |                 |          |                                   |
| ۷۸ | ۱۸                | «هیولای آخر این کتاب»             | مایک روحل      | داستان: جولیه سیج و ننسی وینر نمایش تلویزیونی: جولیه سیج | ۲ آوریل ۲۰۰۹    | 3T7518   | ۳٫۲۷                              |
| لیلیث بدن یک دندانساز را تسخیر می‌کند و بای انتقام از وینچسترها برمی گردد. سم و دین کتابی با نام "سوپرنچرال" می‌یابند که درباره دو برادر شکارچی به نام سم و دین است. با تحقیق به مغازه‌ای می‌رسند که سری کتاب‌ها را دارد. آن‌ها دنبال نویسنده کتاب‌های می‌روند و معلوم می‌شود او پیامبری به نام چاک شرلی است. او می‌گوید الهاماتی درباره دو برادر داشته که آن را به رمانی زیبا تبدیل کرده. چاک می‌گوید لیلیث دارد می‌آید و برنامه‌ای برای سم دارد. سم تلاش می‌کند ولی موفق به شکتن لیلیث نمی‌شود ولی دین برای مقابله چاک را پیش لیلیث می‌برد. چون چاک در خطر است، فرشته مقرب محافظش مداخله می‌کند و لیلیث فرار می‌کند. در آخر قسمت، چاک الهاماتی وحشتناک درباره آینده دارد ولی زکریا نمی‌گذارد چیزی به سم و دین بگوید. |                   |                                   |                |                                                          |                 |          |                                   |
| ۷۹ | ۱۹                | «پرش کوسه»                        | فیل ریکیا      | اندرو دب و دنیل لوف‌لین                                   | ۲۳ آوریل ۲۰۰۹   | 3T7519   | ۲٫۷۰                              |
| یک پسر ۱۹ ساله به نام آدام به سم و دین زنگ می‌زند و دنبال جان وینچستر می‌گردد و می‌گوید پسرش است. پسرها فکر می‌کنند او شیطان است و می‌خواهد آن‌ها را در دام بیندازد. ولی معلوم می‌شود او واقعاً پسر جان است و زندگی نرمالی داشته که این دین را عصبانی می‌کند. سم سعی می‌کند چیزهایی درباره شکار به او بیاموزد تا در آینده از خود دفاع کند. دین به دنبال چیزی می‌رود که قصد کشتن آدام را دارد. معلوم می‌شود آدام قبلاً کشته شده و کسی که با سم است یک غول است. غول‌ها بدنبال انتقام از جان وینچستر هستند چون سال‌ها پیش والدینشان را کشته. نهایتاً برادرها غول‌ها را می‌کشند. |                   |                                   |                |                                                          |                 |          |                                   |
| ۸۰ | ۲۰                | «خلسه»                            | چارلز بیسون    | جرمی کارور                                               | ۳۰ آوریل ۲۰۰۹   | 3T7520   | ۲٫۹۵                              |
| کستیل در خواب دین ظاهر می‌شود و می‌گوید چیز مهمی برای گفتن دارد و باید جایی همدیگر را ببینند. سم و دین بدنبال او می‌روند ولی پوسته او، جیمی را می‌یابند. جیمی می‌خواهد پیش خانواده اش برگردد ولی سم و دین نگران امنیتش هستند. شیاطین برای دستگیری جیمی، همسرش را تسخیر می‌کنند و دخترش را می‌دزدند. سم و دین و جیمی در تله می‌افتند و جیمی تیر می‌خورد. اما کستیل دختر جیمی را تسخیر می‌کند و با کمک سم شیاطین را می‌کشد. سم که بخاطر کمبود خون شیطان قدرتش کم شده، در مقابل دین و کستیل خون می‌خورد و همسر جیمی را جن‌گیری می‌کند. جیمی نمی‌خواهد دخترش رنج پوسته بودن را بکشد. پس از کستیل می‌خواهد دوباره او را تسخیر کند. در آخر، کستیل از گفتن آنچه می خواسته به دین بگوید، امتناع می‌کند و می‌گوید کارش خدمت به بهشت است نه به انسان‌ها و مخصوصاً دین. دین و بابی، سم را در اتاق اضطراری حبس می‌کنند تا اعتیادش به خون شیطان را ترک کند. |                   |                                   |                |                                                          |                 |          |                                   |
| ۸۱ | ۲۱                | «وقتی سد می‌شکند»                  | رابرت سینگر    | سرا گمبل                                                 | ۷ مه ۲۰۰۹       | 3T7521   | ۲٫۷۹                              |
| دین و بابی، سم را در اتاق اضطراری می‌بندند تا خون شیطان را ترک کند. اما وقتی قفل‌های بیشتری شکسته می‌شوند، بابی از دین می‌خواهد تا سم را آزدا کند بلکه به آن‌ها کمک کند. دین نمی‌پذیرد و از کستیل کمک می‌خواهد. کستیل می‌گوید او باید به خدا خدمت کند تا سم را نجات دهد. دین قبول می‌کند. اما سم روبی را به جای برادرش انتخاب می‌کند و با هم بشدت دعوا می‌کنند. |                   |                                   |                |                                                          |                 |          |                                   |
| ۸۲ | ۲۲                | «قیام لوسیفر»                     | اریک کریپک     | اریک کریپک                                               | ۱۴ مه ۲۰۰۹      | 3T7522   | ۲٫۸۹                              |
| آخرالزمان در حال وقوع است و سم و دین در حال آماده شدن برای جنگ هستند. بعد از ترک دین، سم به روبی می‌پیوندد تا لیلیث را بکشد. آن‌ها آشپز ویژه او را می‌دزدند. در این زمان، دین توسط فرشتگان دزدیده می‌شود. زکریا توضیح می‌دهد فرشتگان دنبال توقف آخرالزمان نیستند چون می‌خواهند زمین را پاک کنند و بهشت را بیاورند. دین از اینکه کستیل او را فریب داده عصبانی است. در ابندا کستیل به او کمک نمی‌کند و بعداً نظرش عوض می‌شود و دین را فراری می‌دهد. هر دو از چاک شرلی محل سم را می‌گیرند. کستیل دین را با چاقوی روبی منتقل می‌کند. ولی خودش برای مقابله با فرشته محافظ چاک می‌ماند. در صومعه سنت ماری سم که پر از خون شیطان است با لیلیث مواجه می‌شود. دین می‌خواهد سم را متوقف کند ولی روبی اجازه نمی‌دهد. با تحریک لیلیث و روبی، سم با قدرتهایش لیلیث را می‌کشد. ولی کشتن او آخرین قفل را می‌شکند. روبی فاش می‌کند به سم کلک زده تا به این لحظه برسد و همواره برای لوسیفر کار می‌کرده. دین می‌رسد و با کمک سم روبی را می‌کشد. در هر حال قفس لوسیفر باز می‌شود و او شروع به بیرون آمدن می‌کند.                                                    |                   |                                   |                |                                                          |                 |          |                                   |

## تهیه و تولید
اریک کریپک نمی خواسته فرشتگان در این سری به‌طور برجسته نشان داده شوند و این عقیده را داشت که خدا از طریق شکارچی‌ها کار می‌کند تا فرشته‌ها. در هر حال با شرارت‌های زیاد شیاطین، او و نویسنده‌ها عقیده خود را عوض کردند. آن‌ها فهمیدند سریال به فرشته‌ها برای "جنگ‌های کیهانی" نیاز دارد. آن‌ها همیشه یک موضوع اصلی با شخصیت‌های اصلی کم می‌خواستند ولی در عین حال یک جنگ بزرگ هم در پشت نیاز بود. دست مانند فیلم‌های جنگ ستارگان و ارباب حلقه‌ها. در واقع فرشتگان برای این جنگ نیاز بودند.